# 6-та армія (Німецька імперія)
Не варто плутати з 6-ю німецькою армією часів Другої світової війни
6-та а́рмія  (нім. 6. Armee) — армія Імперської армії Німеччини за часів Першої світової війни.

## Історія
6-та армія (6. Armee) була сформована 2 серпня 1914 року.

## Командування

### Командувачі
- генерал-полковник, з 23 липня 1916 генерал-фельдмаршал кронпринц Рупрехт Баварський (нім. Rupprecht, Crown Prince of Bavaria) (2 серпня 1914 — 28 серпня 1916);
- генерал-полковник Людвіг фон Фалькенгаузен (нім. Ludwig von Falkenhausen) (28 серпня 1916 — 23 квітня 1917);
- генерал від інфантерії Отто фон Белов (нім. Otto von Below) (23 квітня — 9 вересня 1917);
- генерал від інфантерії Фердинанд фон Кваст (нім. Ferdinand von Quast) (9 вересня 1917 — 29 січня 1919).